# 泉極志
『泉極志』（せんごくし）は福士直也原作の日本のメディアミックス作品。
第一弾として群馬県利根郡みなかみ町にある「みなかみ18湯」を題材としている。
キャラクターに扮するパフォーマンスグループ「泉極娘-SENGOKU Girls」(せんごくガールズ)の活動を積極的に行っている。日本の温泉のすばらしさとアニメ漫画を融合させ世界に知ってもらうための作品を目標としているが、倒産や廃業が相次ぐ温泉旅館のダメージを少しでも緩和できれば、という思いも込められており、あまり知られていない温泉宿をフォーカスすることも作品テーマとしている。
群馬県利根郡みなかみ町と連動し、作品内に実際の場所や地名を使っている。みなかみ温泉郷の数箇所には泉極志のキャラクターパネルが置かれている。
当初はスマートフォン向けゲームとして配信予定と報道されたが、2018年時点でゲームに関する続報はない。
2019年春、舞台化予定。

## ストーリー
群馬県みなかみ町を舞台とした激烈温泉バトルファンタジー。
温泉宿で働く高校生・水上郷琥がその地に選ばれた<泉術師>として戦い、邪悪な荒魂(スダマ)と戦い、癒し救うことを通し成長していく物語。

## 用語
泉術師（センジュツシ）
体内の泉＜真丹(マニ)＞を高めることで、泉術、泉獣を扱う術師のこと。極装具(ゴクソウグ)を身に付けた状態で、真丹を高めることにより、"転真(テンシン)"することができる。極装具は、各温泉の地に認められた継承者のみが使用することができる。泉術師同士の戦いによって、力は昇華するといわれている。
真丹（マニ）
体内の泉から湧き出る神秘的なエネルギー。あらゆる生物が持っているが、使いこなせる者は少ない。真丹を燃焼させることで絶大な力を発揮する。覚醒させるには特殊な修行が必要だが、先天的な素養による発現が多い。
極装具（ゴクソウグ）
歴史ある温泉の地に伝わる泉術師が転真する為の道具。温泉の土地神に認められた術者が扱うことで転真することができる。転真後の術者は、真丹が開放された状態となり、身体能力が飛躍的に上昇し、強力な泉術の使用、泉獣の召喚が可能となる。
泉獣（センジュウ）
想いの力の結晶<真我魂（マガタマ）>に自身の真丹を注ぐことで、実体化させ呼び出すことがでる生命体。泉獣ごとに特別な力を使うことができ、形態、能力も様々（獣型、鳥型、魚型等）。人より小さいサイズが多いが、巨大な泉獣も一部存在する。特別な力で泉獣同士を融合することも可能。泉獣の力が尽きるか、術者の力が弱まることにより泉獣は消滅する。

## 登場人物
水上 郷琥（みなかみ きょうこ）
水上温泉の看板娘。10月9日生まれ 16歳 A型 身長154センチメートル 体重48キログラム 高校2年 ラフティング部所属。
アクション映画（カンフー系）、祭りが大好き。特技はヌンチャク。嫌いなことは後悔。性格は天真爛漫で何事にも一生懸命。地元愛に溢れ、温泉郷全体がかつての活気を取り戻すことを心から望んでいる。泉獣は、ワンサン（犬型）。
酒咲 愛菜（さかざき あいな）
郷琥の友達でクラスメイト。16歳 B型 身長154センチメートル 体重51キログラム 高校2年。
エロ話、色恋沙汰の話が好き。自分勝手で口も悪いが憎めないキャラクター。学園内の情報にやたら詳しい。連載開始当初から荒魂の瘴気の影響を受け、常に巻き込まれている。
宝川 日向（たからがわ ひなた）
宝川温泉の看板娘。1月9日生まれ 16歳 A型 身長156センチメートル 体重50キログラム 高校2年 サッカー部マネージャー兼プロレス同好会所属。
家事全般が得意（特に料理）カレー好き。性格は、無邪気で好奇心旺盛。考えるよりも行動派。趣味はプロレス観戦。勉強、早起きが苦手。温泉内で飼っているツキノワグマ（ハナゲとムナゲ）とはとても仲がよい。持っている"おたま"は、母から譲り受けたもの。泉獣は、ハナゲゲとムナゲゲ（熊型）。
真沢 守（さなざわ まもり）
真沢温泉の看板娘。7月17日生まれ 16歳 A型 身長157センチメートル 体重53キログラム 高校2年 ソフトテニス部所属。
ソフトテニスは県代表レベル。争いを好まず、人が傷つくことを嫌う。猫好き。非常に豊かなバストの持ち主。実家の『牛の極肉亭』のウェイトレスをしている。特殊な力で怪我や傷を癒すことができる。泉獣は、デュメーサ（クラゲ型）
月夜野 峰（つきよの みね）
月夜野温泉の看板娘。2月14日生まれ 16歳 A型 身長144センチメートル 体重38キログラム 高校2年 吹奏楽部所属。
特技は、カードゲーム（全国レベルの実力）、ガラス細工。好きなモノは傘、ペガサス。社交的だが勝気な性格。無意識に上から目線で接していることが多いが意外とおっちょこちょい。絶対音感を持っている。水上郷琥とは因縁があり、敵視している。
上牧 清（かみもく きよ）
上牧温泉の看板娘。4月29日生まれ 16歳 B型 身長162センチメートル 体重56キログラム 高校2年 空手部所属。
ボーイッシュな容姿から少年と誤解さることが多い。趣味はトレーニングとプラモデル。なんでも自分で決めたノルマはこなさないと気がすまない義理堅い性格。奈女沢、月夜野と行動することが多い。
奈女沢 玲（なめさわ れい）
奈女沢温泉の看板娘。5月5日生まれ 16歳 B型 身長160センチメートル 体重53キログラム 高校2年 野球部マネージャー。
見た目と違い心は熱血女子。学校では隠れファンが多い。常に自分が向上する行動を心がけており、女としての意識も高い。実家の水(御神水)を常に持参しており、周囲に水分補給を促してくる。勉強もでき、身体能力も高い。
向山 蛍（むこうやま ほたる）
向山温泉の看板娘。6月26日生まれ 15歳 AB型 身長146センチメートル 体重43キログラム 高校1年 生物研究部所属。
頭脳明晰で手先が器用な不思議系寡黙少女。機械やコンピュータに関する技術、知識が非常に高い。仲間や動物を大切にする気持ちが強く、胸の奥には熱い心を秘めている。家でぐうたらすることを自分へのご褒美としている。運動は苦手だが、ダンスはなぜか得意。
猿ヶ京 咲（さるがきょう さき）
猿ヶ郷温泉の看板娘 10月31日 16歳 A型 身長 168センチメートル 体重58キログラム 高校2年 テニス部所属。
兄は「猿ガキング」という異名で地元を制圧していた番長。中学3年間は海外留学をしていた。プライドが高く負けず嫌いな一面があるが、人前で感情はあまり表にださない。周りに認められたい気持ちが強い。語学力、身体能力共に高い水準だが、なぜか自己評価が低い。ハリネズミを飼っている。
法師 鳴（ほうし めい）
法師温泉の看板娘。12月24日生まれ 16歳 B歳 身長157センチメートル 体重51キログラム 高校2年 茶道部所属。
温厚な性格で趣味は読書、一人カラオケ。アニメ、漫画も大好きで、将来の職業にするべく日々イラストやCGの勉強をしてる。歌うことも好きだが、人前では恥ずかしいので歌わない。着やせするタイプ。
湯檜曽 加耶（ゆびそ かや）
湯檜曽温泉の看板娘。2月11日生まれ 15歳 B型 身長150センチメートル 体重45キログラム 高校1年 書道部所属。
虫が苦手（家の回りに虫が多すぎて）。決め事や型にはめない考えの持ち主で、偏見を持っていない。向山、うのせとは幼いころから仲がいい。家庭でのマナー教育がとても厳しかったこともあり礼儀、作法は一通りできる。実家は湯乃陣というホテル。妹が2人いる。
赤岩 誠（あかいわ まこと）
赤岩温泉の看板娘。3月3日生まれ 16歳 O型 身長156センチメートル 体重49キログラム 高校2年 バドミントン部所属。
温泉宿が廃業寸前なので看板娘としての自覚はあまりない。泉獣との絆の力がとても強いので、頭に付けている髪飾りで同調を制御している。友人が多く、週末はほとんど友達と過ごす。湯宿とは幼馴染。
谷川 瀬良（たにがわ せら）
谷川温泉の看板娘。11月23日生まれ 17歳 AB型 身長166センチメートル 体重56キログラム 高校3年 弓道部所属。
学校で生徒会長を務めていることもあり、周囲からは会長と呼ばれることが多い。好きなことは一日一善なとても真面目な女子。実家は壮大な規模の「千樹庵」。父は、アジア一のリゾート地にすることを目指しており、自分もその夢を叶えたいと強く願っている。
泉術師の間でも慕われており、水上、赤岩、高原千葉がよく遊びにくる。
うのせ 柚乃（うのせ ゆの）
うのせ温泉の看板娘。5月4日生まれ 14歳 AB型 身長 141センチメートル 体重34キログラム 中学2年 軽音楽部所属。
特技は車の整備とお手玉。じゃんけんがめっぽう強い。7歳年上の兄がいたが消息不明。趣味は兄に影響を受けた音楽鑑賞。寂しがりやですぐ人にじゃれてくる傾向がある。家の温泉宿はカップル利用が非常に多く、表には出さないが利用客の姿に憧れを抱いている。本人は意識していないが小悪魔のような振る舞いをしてしまうことがよくある。
湯ノ小屋 夢（ゆのこや ゆめ）
湯ノ小屋温泉の看板娘。1月1日生まれ 14歳 O型の牡羊座 身長138センチメートル 体重32キログラム 中学2年 料理研究部所属。
純真無垢で天真爛漫。怖いもの知らずのおてんば娘。嫌いなことは泣くこと。計算が苦手。好きな異性は恐竜。自称　お好み焼き団かつおぶし組在籍と言うくらいお好み焼きが好き。小柄な外見とは裏腹に常識外れの超大食漢。学校の男子生徒によくモテて、告白されている。
上ノ原 蒔枝（うえのはら まきえ）
上ノ原温泉の看板娘。9月18日生まれ 19歳 A型 身長169センチメートル 体重57キログラム 大学1年。
特技は英語、ドイツ語、フランス語。趣味はタロット占い。社長令嬢であり、父親はシステム会社の社長。会社運営、マネジメントに興味があり年齢の割りに知識も深い。自尊心が高く、物事の筋が通っていないと気がすまない。面倒見がよく、宝川や湯ノ小屋の世話役に回ることが多い。
川古 花（かわふる はな）
川古温泉の看板娘。7月7日 16歳 B型身 長156センチメートル 体重51キログラム 高校2年 体操部所属。
特技は生け花。宿に飾ってある草花は、すべて彼女が世話をしている。でも掃除は苦手。理知的で滅多なことでは取り乱さない性格。礼儀正しく、情も深いが激しく天然（本人は気がついていない）。植物の気持ちをなんとなく理解でき、集中することで「精霊や霊体」を形として見ることができる。
湯宿 美弥（ゆじゅく みや）
湯宿温泉の看板娘。3月14日 17歳 A型 身長161センチメートル 体重50キログラム 高校3年 放送部所属。
超天然の性格なゆえ、協調性に欠ける。金銭感覚に疎く浪費癖がある。話しながら人の体に触る癖があり、異性にはよく勘違いされ非常にモテる。とても社交的で校外にも友人が多い。モデルのバイトをしていることもあり、芸能界への憧れが多少はある。
高原千葉 邑（こうげんちば むら）
高原千葉村の看板娘。8月11日 15歳 O型 身長151センチメートル 体重57キログラム 高校1年 演劇部所属。
特技は食べることと格闘ゲーム。将来の夢はプロゲーマーかフードファイター。嫌いなことは、食べ物を粗末にすること。「痩せなきゃ」が口癖だが痩せる気はかけらもない。「ジャーン！」などの擬音語を多用し、泉獣召喚時も独特の表現をすることが多い。両親は都内で仕事をしているため、週末以外は家を空けていることが多い。普段は、3歳年上の姉と2人で住んでいる。

## 漫画
2016年6月24日から2017年11月28日秋田書店の『チャンピオンクロス』で漫画版が配信されていた。既刊1巻。2018年8月現在は『マンガクロス』にて1話と最新3話が配信されている。

## 他作品への出演
- ナゾトキネ
- カイトアンサ

## ラジオ
ラジオ『Pro天狗』にて原作者と泉極娘が出演しており、漫画やイベント情報を告知している。

### 放送局、時間
- RakutenFM/OTALIS ー 毎週日曜日夜10時〜
- まえばしCITYエフエム - 毎週日曜日朝7時30分〜